# Schönow (Zehlendorf)

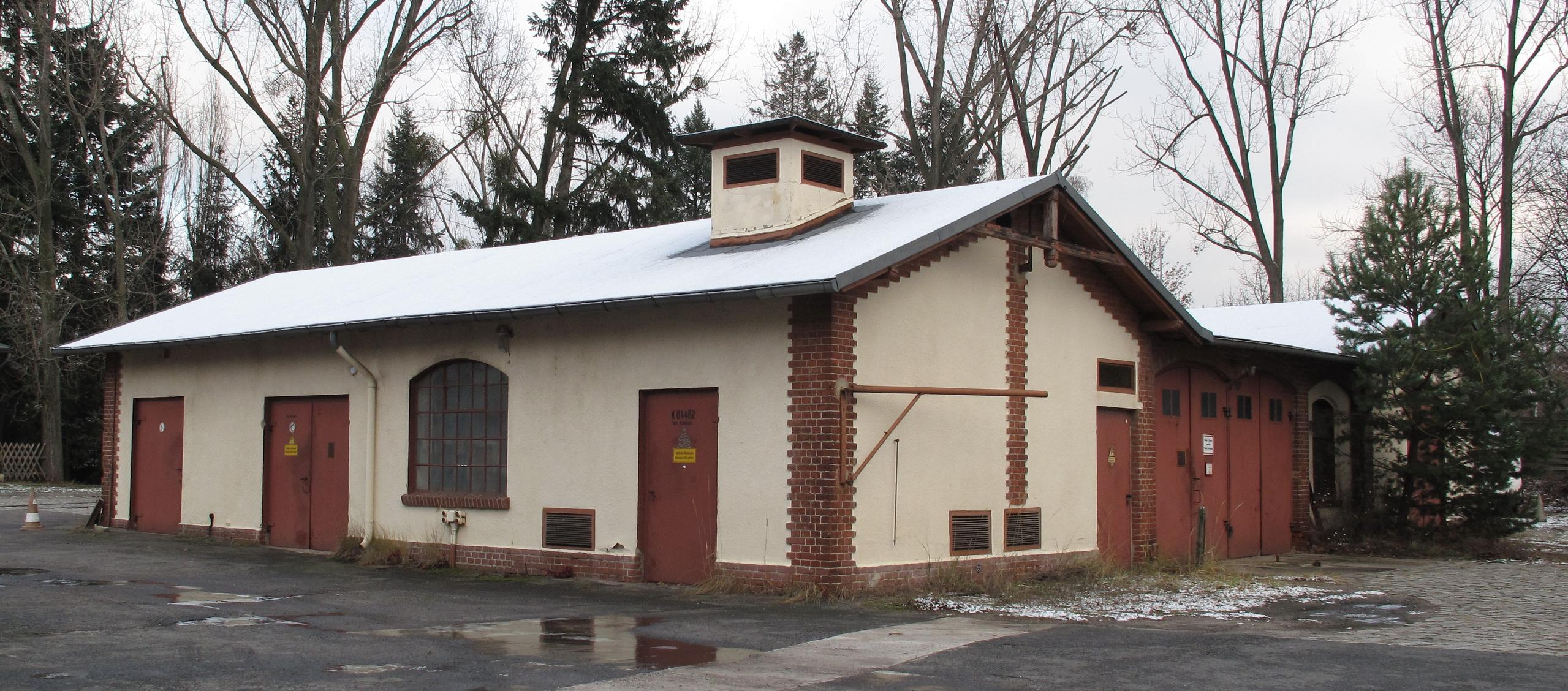
Denkmalgeschützte Halle auf dem Gelände der ehemaligen Teltow-Werft und des Kraftwerks Schönow

Schönow ist eine Ortslage in den Berliner Ortsteilen Zehlendorf und Lichterfelde des Bezirks Steglitz-Zehlendorf. Das ehemalige Dorf liegt unmittelbar am südlichen Stadtrand an der Verbindungsstraße nach Teltow. Die südliche Begrenzung der Ortslage bildet der Teltowkanal.
Das 1299 erstmals urkundlich erwähnte Angerdorf entstand – sehr wahrscheinlich im Zuge der Deutschen Ostsiedlung – in der Bäkeniederung am nicht mehr vorhandenen Schönower See. 1894 wurde das bis dahin selbstständige Dorf nach Zehlendorf eingemeindet und 1920 kam es mit Zehlendorf nach Groß-Berlin. Der Bau des Teltowkanals zwischen 1901 und 1906 und die nachfolgende Industrieansiedlung an der Wasserstraße hat dazu geführt, dass das alte Siedlungsbild nahezu vollständig verschwunden ist. Lediglich die Sackgasse Alt-Schönow zeigt noch den Standort des alten Dorfangers an. Bekannt ist Schönow vor allem durch die Teltow-Werft mit dem Kraftwerk Schönow, die Spinnstofffabrik Zehlendorf und die 1853 von Bernhard Heinrich Laehr gegründete Nervenheilanstalt Schweizerhof, deren ausgedehnte Ackerflächen und Gartenanlagen in drei Parks aufgegangen sind: dem Schönower Park, dem Heinrich-Laehr-Park und dem Schweizerhofpark.

## Geschichte

### Gründung und Etymologie
Schönow wurde erstmals 1299 als Schonow in einer Urkunde erwähnt, die im Codex diplomaticus Brandenburgensis enthalten ist: „Ciuitatem Teltow infra scriptis uidelicit […] Schonow.“ Das Dokument beinhaltet, dass Markgraf Hermann von Brandenburg (Mitregent Ottos IV. und Sohn Ottos des Langen), dem Brandenburger Bischof Vollrad von Krempa die Stadt Teltow nebst anliegenden Dörfern, darunter Schönow, überschrieb. Grund war ein Darlehen, das der Markgraf aufgenommen und für das er Vollrad als Bürgen gewonnen hatte. Nachdem er das Darlehen nicht zurückzahlen konnte und sein Bürge dafür in Anspruch genommen worden war, hielt Hermann den Bischof durch die Überschreibung schadlos.

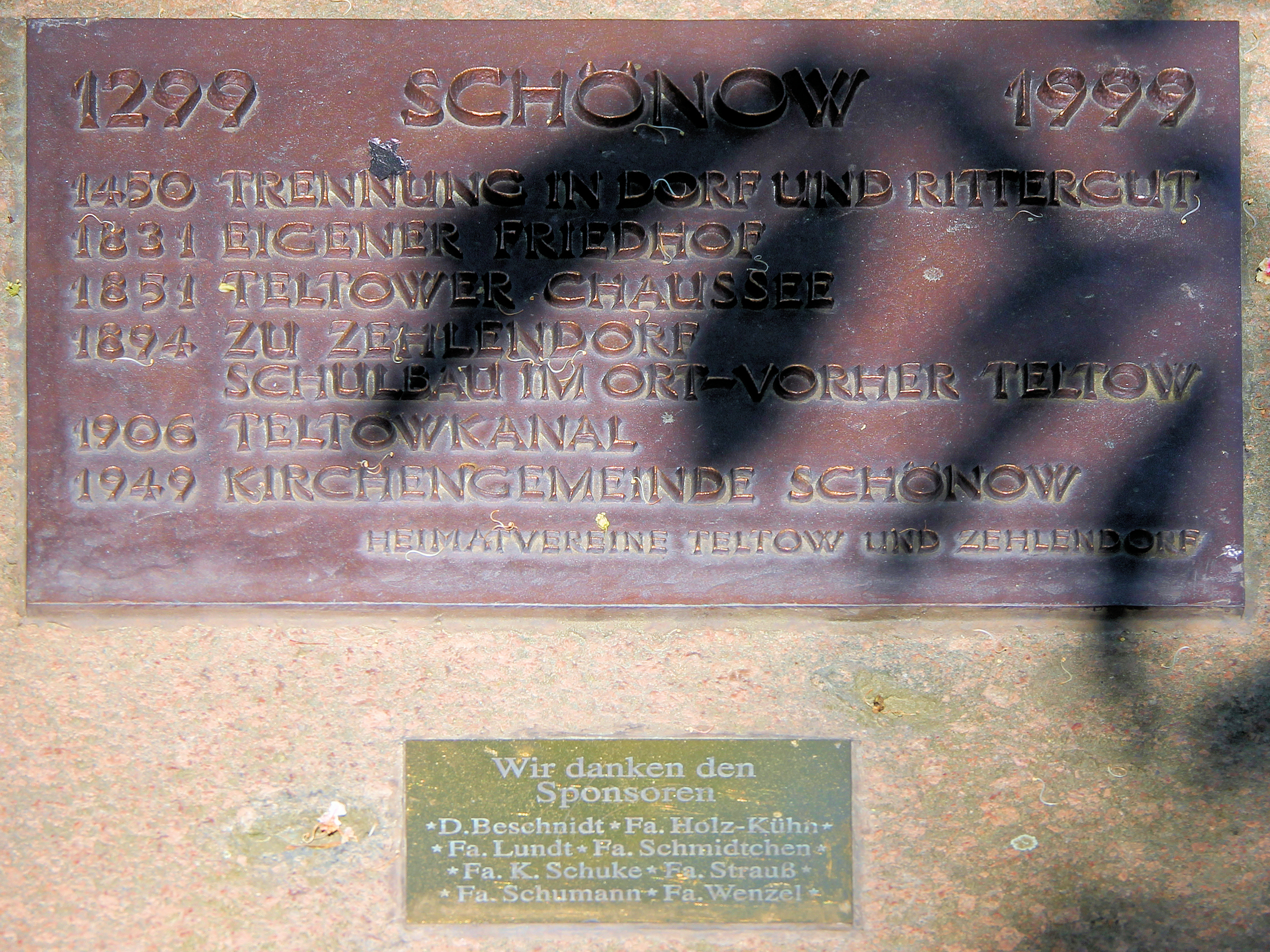
Gedenktafel, Alt-Schönow 1, in Berlin-Zehlendorf

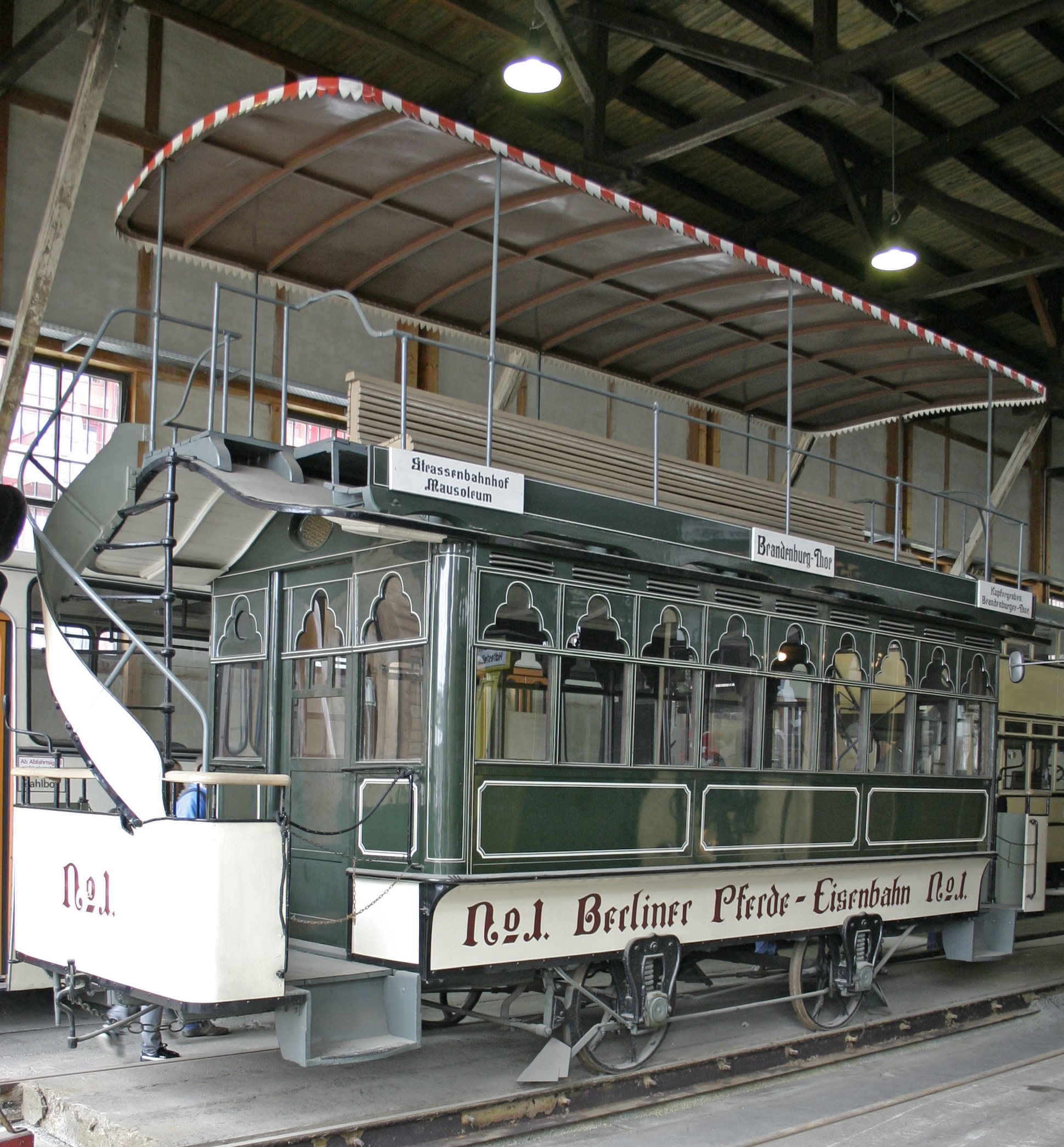
Pferdebahnwagen der Berliner Pferde-Eisenbahn der Brüder Beschkow, Baujahr 1865

Da das Dorf 1299 schon bestand, wird vermutet, dass Schönow wie das rund zwei Kilometer nördlich gelegene Cedelendorp (Zehlendorf) um 1200 im Zuge der mittelalterlichen Deutschen Ostsiedlung von den askanischen Markgrafen besiedelt wurde, die den Teltow von Westen und Süden her erschlossen. Dass die Siedler für das Angerdorf diesen Platz in der morastigen Bäkeniederung wählten, ist sehr wahrscheinlich dem ehemaligen Schönower See (siehe unten) geschuldet, der Wasser für Mensch und Tier und Nahrung durch den Fischfang bot. Die Etymologie des Namens Schönow aus mittelniederdeutsch schön(e) und ouw(e), ow(e), ou (= vom Wasser umflossenes Land; wasserreiches, grasreiches, fruchtbares Land; Aue) verweist auf den Wasserreichtum des Platzes. In einer Urkunde aus dem Jahr 1306 findet sich die Schreibweise Schonowe und im Schosskataster von 1624 erstmals die Schreibweise Schönow.

### Rittergut Schönow
Von den Askaniern 1299 in bischöflichen Besitz gelangt, fielen acht der insgesamt 46 Hufe Schönows zu einem unbekannten Zeitpunkt zwischen 1375 und 1451 zurück an die Landesherren. Das Landbuch Karls IV. verzeichnet 1375 noch den Kirchenbesitz, während das Schoßregister 1451 die Feldflur Schönow in bischöfliches und kurfürstliches (zu dieser Zeit Friedrich II., „der Eiserne“) Eigentum aufschlüsselt. Diese acht Hufe, die dem Kurfürsten lehnspflichtig waren, bildeten das Rittergut Schönow, das 1609, um eine Hufe erweitert, rund 500 Morgen umfasste und bis zum Ende des 17. Jahrhunderts überwiegend im Besitz derer von Liepe war. Im Zuge der Reformation fielen auch die Kirchengüter in das Landeseigentum zurück, das ab 1560 dem Amt Ziesar und ab 1589 dem Amt Potsdam unterstellt war. Zwar war damit die Teilung Schönows in Kirchen- und Landeseigentum beendet, allerdings blieb Schönow in Amtsdorf und Rittergut getrennt.
Das Rittergut, östlich des Dorfes auf heutigem Lichterfelder Gebiet gelegen, wuchs bis auf 995 Morgen an und gehörte nach wechselnden Besitzern – unter anderem die von Wilmersdorff – ab 1870 dem Unternehmer Wilhelm Beschkow, nach dem der – falsch geschriebene – Beeskowdamm in Schönow benannt ist. Die Familie Beschkow war bereits ab 1785 in Schönow ansässig. Wilhelm Beschkow betrieb mit seinem Bruder Ernst unter anderem die Berliner Pferde-Eisenbahn zwischen Charlottenburg und Berlin. Von dem Erlös des Fuhrgeschäfts kaufte er 1870 das Gut und stellte es erfolgreich vom Ackerbau auf die Viehzucht um. Zudem stiftete Beschkow soziale Einrichtungen wie ein Tagelöhnerhaus und ein Schulgrundstück. Nach seinem Tod 1894 geriet das Gut unter seinen Erben in die Grundstücksspekulationen um den bevorstehenden Bau des Teltowkanals. Spekulanten erwarben den Besitz für 850.000 Mark und verkauften ihn noch vor der Kanaleröffnung 1906 für 3,57 Millionen Mark (kaufkraftbereinigt in heutiger Währung: rund 26,7 Millionen Euro).

### Spinnstofffabrik Zehlendorf

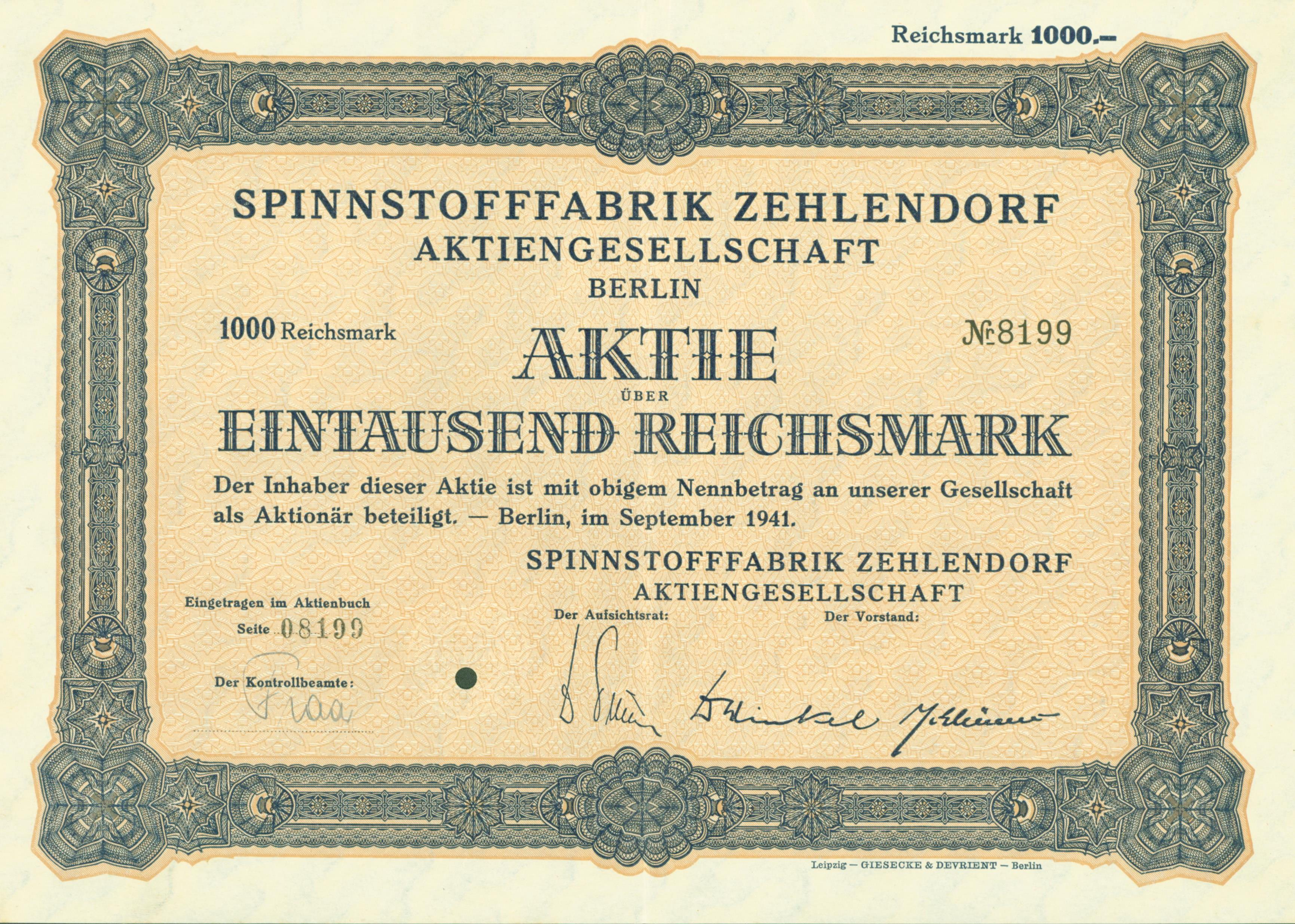
Aktie über 1000 RM der Spinnstofffabrik Zehlendorf AG vom September 1941

Auf dem vormaligen Gutsgelände entstand die aus Elberfeld kommende Elberfelder Papierfabrik, die 1937 in die Spinnstofffabrik Zehlendorf (umgangssprachlich „Spinne“ genannt) überging. Die Fabrik wurde durch den Zehlendorfer Stichkanal – angelegt im ehemaligen Teltower See – mit dem Teltowkanal verbunden. Während der Zeit des Nationalsozialismus wurden jüdische Jugendliche (u. a. Hanni Lévy) in der Spinnstofffabrik zur Zwangsarbeit unter gesundheitsschädlichen Produktionsbedingungen zur Herstellung von Fallschirmseide gezwungen. Auch Häftlinge des KZ-Außenlagers Lichterfelde wurden eingesetzt. Ab 1. September 1943 befand sich auf dem Fabrikgelände ein Außenlager des KZ Sachsenhausen.
Ab 1966 eine Tochtergesellschaft von Hoechst, erzielte die Spinnstofffabrik mit der Produktion von Trevira Spinnfasern und Filamentgarnen 1993 einen Umsatz von 123 Millionen Mark. Seit 1999 gehört die Fabrik dem US-Baustoffproduzenten Johns Manville (Teil von Berkshire Hathaway).

### Herrenhaus
Das Herrenhaus des ehemaligen Gutes Schönow wurde in den 1960er Jahren abgerissen.

### Der amtsverwaltete Dorfteil
Der unter kurfürstlicher Amtsverwaltung stehende Dorfteil entwickelte sich im Laufe der Jahrhunderte nur unwesentlich. Verzeichnete das Landbuch Karls IV. im Jahr 1375 acht Hufe, so sind auch 1624 lediglich acht Hufe vermerkt. Der Dreißigjährige Krieg führte in Schönow wie überall in der Mark Brandenburg zu einem erheblichen Rückgang der Bevölkerungszahl, die erst 1801 mit knapp 100 Einwohnern wieder ihre seit dem 13. Jahrhundert fast gleichbleibende Zahl erreichte. Aufgrund der schlechten Bodenqualität in der Bäkeniederung mit Mergel und Sand ließen sich nicht alle Flächen bewirtschaften. Auf den nutzbaren Flächen konnte außer geringen Mengen Gerste nur Hafer und Roggen angebaut werden. Das Dorf gehörte zu den armen Siedlungen der Mark und war nach 1500 nicht mehr in der Lage, eine eigene Pfarrei zu unterhalten. Daher wurde Schönow nach Teltow eingepfarrt, wohin auch die Kinder zur Schule gingen.

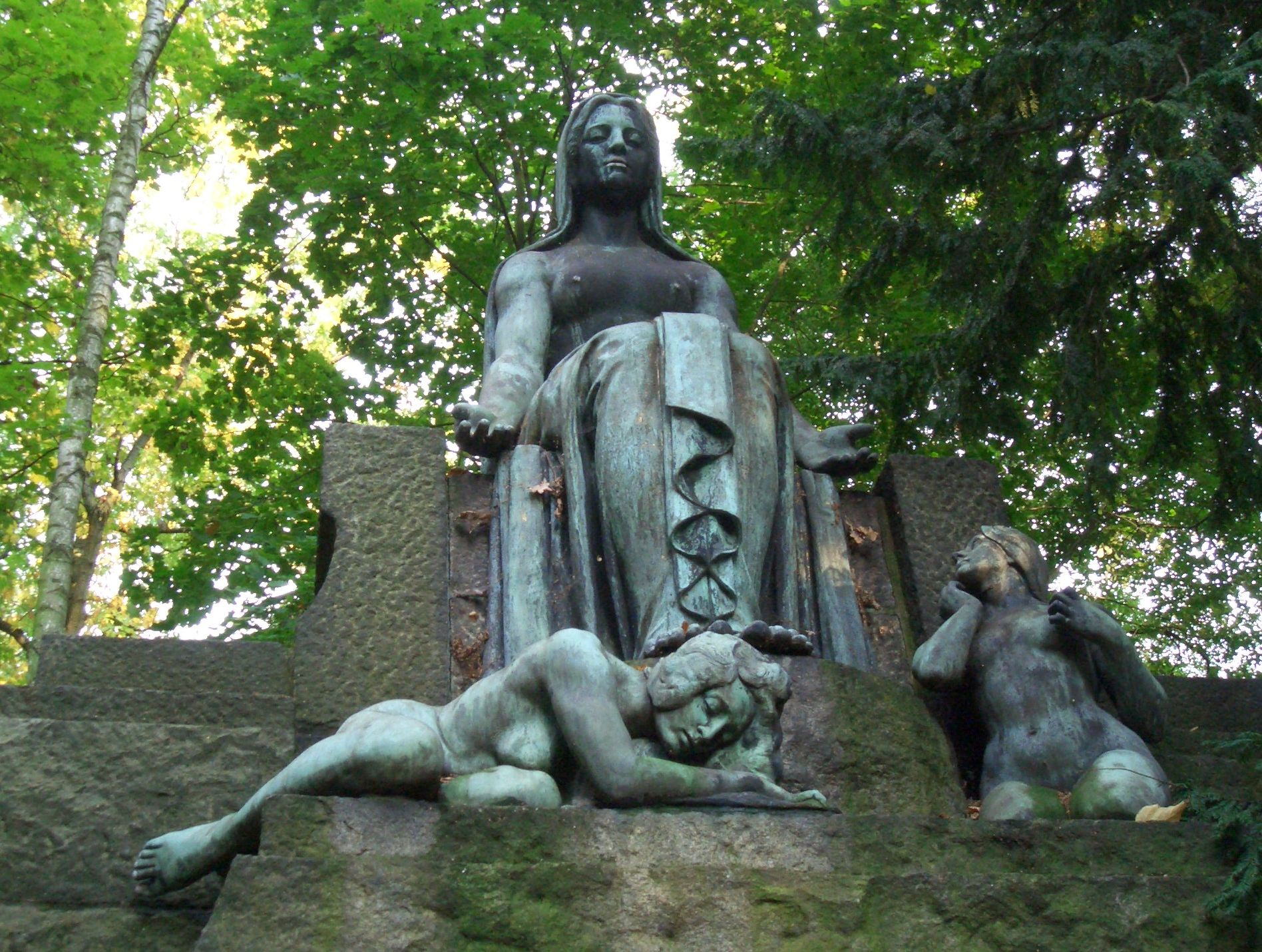
Schwermütige Frauen von Gottlieb Elster auf dem Grabmonument im Laehrschen Privatfriedhof im Schönower Park

Eine Wende brachten für das Dorf die Stein-Hardenbergschen Reformen und 1838 der Bau der Eisenbahn zwischen Berlin und Potsdam. Mit der Bauernbefreiung nun Eigentümer der von ihnen bewirtschafteten Höfe, bauten die Landwirte vermehrt Kartoffeln und vor allem Teltower Rübchen an, eine beliebte Delikatesse dieser Zeit. Da sich die Teltower Stadtväter gegen die Trassenführung der Eisenbahn durch ihre Stadt wehrten, wurde die Strecke über Zehlendorf geführt. Teltow verlor dadurch seine bisherige Bedeutung für Schönow, das immer näher an Zehlendorf heranrückte. Auf dem Weg zur Zehlendorfer Eisenbahnstation gründete 1850 ein Kaufmann das Gehöft Schweizerhof, das 1853 der Nervenarzt Bernhard Heinrich Laehr kaufte und zur Nervenheilanstalt Schweizerhof umwandelte, die mit rund 80 Angestellten rund 100 Patienten betreute. Die nun stark frequentierte Landstraße wurde asphaltiert und die Schönower errichteten an der Straße ein eingeschossiges Chausseehaus, in dem sie bis in die 1890er Jahre Wegzoll kassierten. Die Bevölkerungsentwicklung verdeutlicht den wachsenden Wohlstand Schönows: pendelte ihre Zahl bis 1801 zwischen 80 und 100, stieg sie 1856 auf 227, 1880 auf 373, 1885 auf 394 und 1890 auf 459 Einwohner.
Die immer engere Verflechtung mit Zehlendorf spiegelte sich auch darin wider, dass Schönow 1872 vom Amt Potsdam zum Amtsbezirk Zehlendorf kam. Auf Wunsch der Schönower selbst, die die sich einem größeren Gemeindewesen anschließen wollten, verlor Schönow 1894 auf Beschluss des Kreistages von Teltow seine Eigenständigkeit und wurde nach Zehlendorf eingemeindet. Zehlendorf war zu dieser Zeit noch ein Teil Brandenburgs und wurde erst mit der Gründung Groß-Berlins 1920, mitsamt Schönow, Teil der Hauptstadt.

### Schönow im 20. und 21. Jahrhundert
Der Bau des Teltowkanals hat dazu geführt, dass das alte Siedlungsbild nahezu vollständig verschwunden ist. An dessen Stelle trat zwischen dem Kanal und dem Beeskowdamm ein – bereits im Ortsteil Lichterfelde gelegenes – Industriegelände, in dem heute unter anderem die Unternehmen Ford und Ikon Produktionsstandorte besitzen. Lediglich die Sackgasse Alt-Schönow zeigt noch den Standort des alten Dorfangers an. Um 1970 verschwanden die letzten originalen Bauernhäuser oder wurden umgebaut. In einem dieser Häuser, Alt-Schönow 7b, richtete 1950 Karl Schuke die renommierte Berliner Orgelbauwerkstatt ein, die er 1950 als ‚Ableger‘ der Potsdamer Mutterfirma Schuke gegründet hatte.

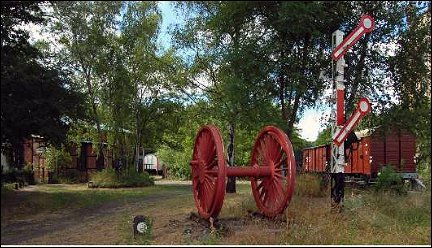
Das Betriebsgelände der AG Märkische Kleinbahn an der Goerzallee im Lichterfelder Teil Schönows

Die Nervenklinik Schweizerhof von Bernhard Heinrich Laehr schloss 1929, das Grundstück wurde mit sozialen Auflagen an das Land Berlin verkauft. Bis auf den Komplex des Hauses Schönow, in dem eine geriatrische Klinik entstand, sind die historischen Gebäude des Schweizerhofs abgerissen. Sie wurden ersetzt durch Senioren-Wohnhäuser, ein Seniorenheim, die Kirchliche Hochschule, eine Kindertagesstätte, die Kirchengemeinde „Zur Heimat“, ein evangelisches Diakonissenhaus und die John-F.-Kennedy-, Biesalski- und Schweizerhof-Schule. Die ausgedehnten Ackerflächen und Gartenanlagen des Hofs gingen im Schönower Park, Heinrich-Laehr-Park und Schweizerhofpark auf.
1960 errichteten die Architekten Ewald Bubner und Frei Otto die Kirche Schönow der Evangelischen Gemeinde Schönow-Buschgraben. Frei Otto stattete den von einem großen Zeltdach und verglasten Giebelwänden dominierten Bau mit einem freistehenden Glockenturm aus, der auf pneumatischen und biologischen Konstruktionsprinzipien basiert. Die Kirche und ihr Turm stehen seit den 1990er Jahren unter Denkmalschutz.
Der Friedhof Schönow wurde 1968 für Neubeisetzungen geschlossen und dann als Grünfläche mit Friedhofselementen genutzt.
Schönow ist der südliche Endpunkt der Zehlendorfer Eisenbahn, einer Privatanschlussbahn, die seit 1905 das Schönower Industriegebiet erschließt und es mit dem Netz der ehemaligen Staatsbahn beziehungsweise der heutigen Deutschen Bahn verbindet. Durch den Grenzverlauf befand sich Schönow von 1961 bis 1989 abseits der Berliner Verkehrswege im Schatten der Mauer. Erst im Juni 1990 wurde die Knesebeckbrücke – seinerzeit zunächst als Grenzübergang zwischen Berlin und der DDR – wieder in Betrieb genommen. Seit dem Kanalbau überquert der Teltower Damm die Bundeswasserstraße über diese Brücke.
Am 3. Oktober 2015 würde im Schönower Park das Berliner Einheitsbäume gepflanzt.

## Ehemaliger Schönower See

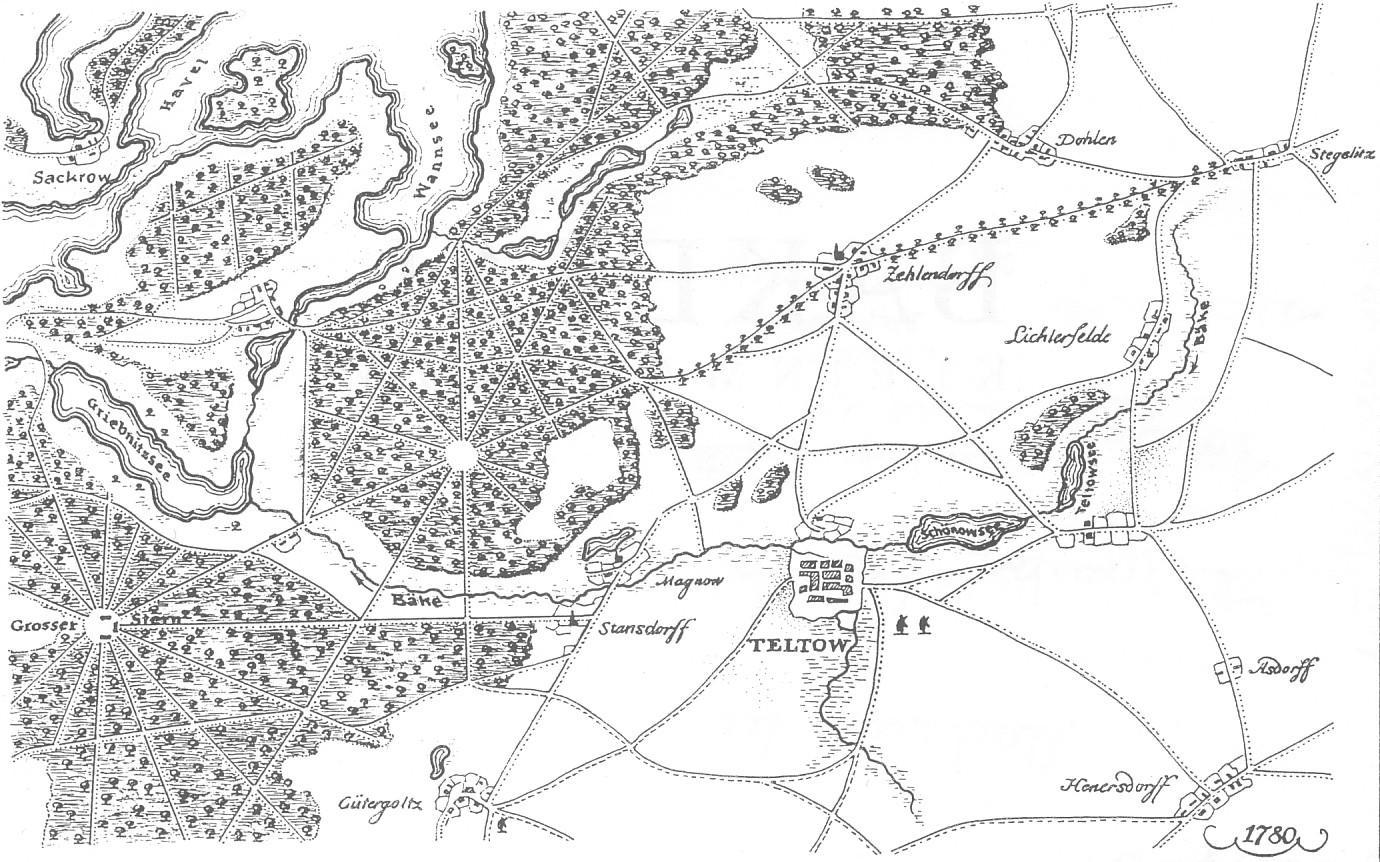
Der Schönower See im Lauf der Bäke auf einer Karte von 1780

Bis zum Bau des Teltowkanals zwischen 1901 und 1907 durchfloss die Bäke Schönow. Der am Fichtenberg in Steglitz entspringende Fluss bildete in diesem sumpfigen Teil der Bäkeniederung nach den Verlandungsprozessen nach der Weichseleiszeit einen langgestreckten See, von dem vier einzelne Seen übrig blieben: Giesensdorfer See, Teltower See, Schönower See und Machnower See. Die Bäke ging bis auf zwei kleinere Flussreste in Steglitz und Kleinmachnow im Teltowkanal auf und bis auf den Machnower See verschwanden auch sämtliche Seen beim Bau der heutigen Bundeswasserstraße.
Der knapp ein Kilometer lange und 1887 noch 16 Hektar umfassende Schönower See (früher auch: Schönowsee) musste dem Kanalbau weichen, da sein Wasserspiegel drei Meter über dem des geplanten Kanals lag und er überdies weitgehend versumpft war. Der See und seine Umgebung stellten das bauleitende Ingenieurbüro Havestadt & Contag beim Kanaldurchstich durch die Teltowplatte vor besondere Anforderungen. Die Sandaufschüttungen der bis zu 18 m starken Torfschichten versanken teilweise bis zu einer Tiefe von 20 m, sodass für die kanalbegleitenden Treidelpfade für einen Pfadmeter bis zu 300 m³ Sand aufgeschüttet werden mussten. Zudem pressten die Sandmengen den morastigen Untergrund zwischen den Pfaddämmen empor, sodass die Auftreibungen immer wieder nachgebaggert werden mussten. Der Aushub wurde wiederum unter anderem zur Einebnung des Sees verwendet. Der heutige Kanal folgt dem Südufer des ehemaligen Schönower Sees, auf dessen altem Grund Kleingartenkolonien entstanden sind.

## Teltow-Werft und Kraftwerk Schönow

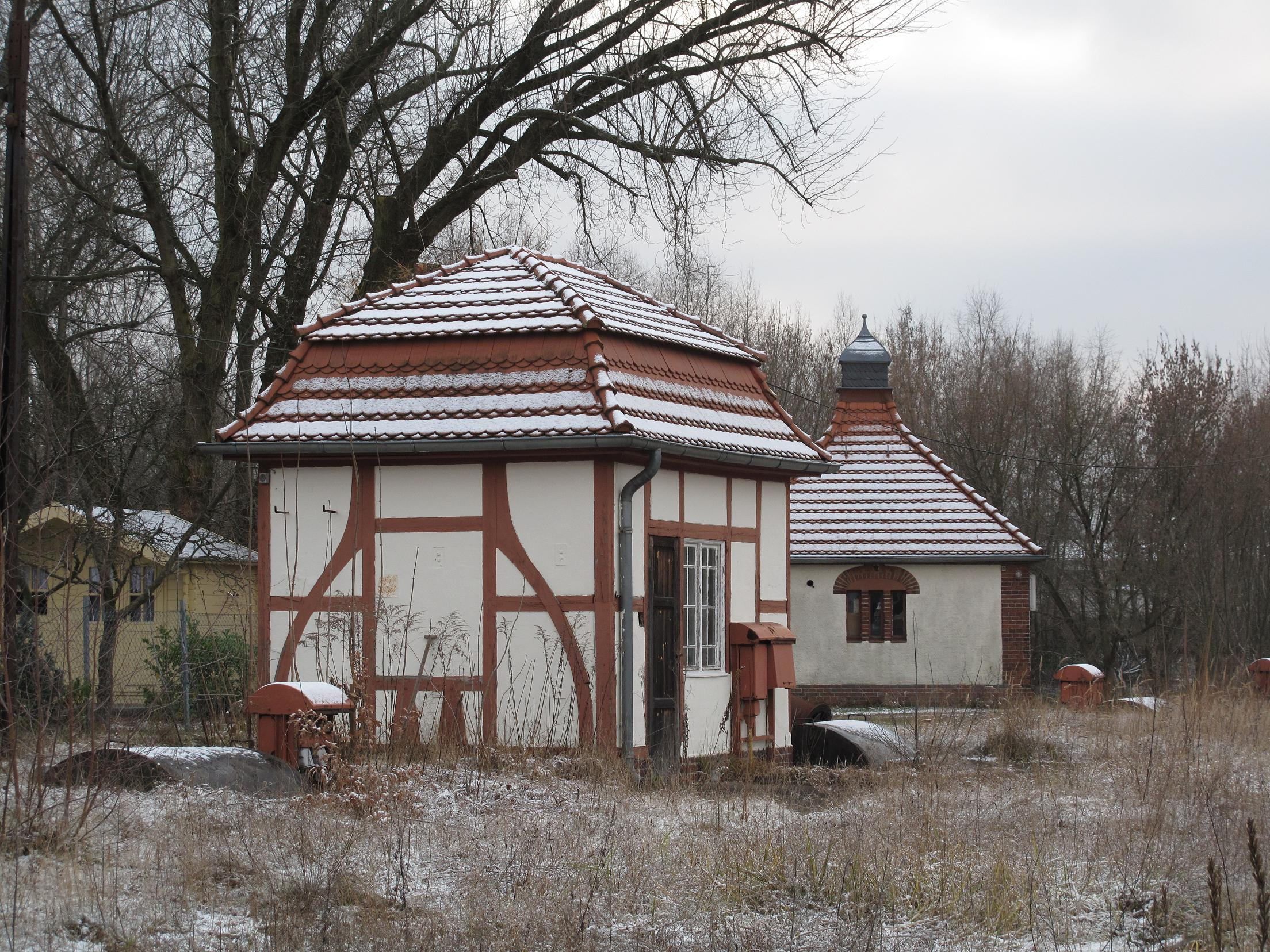
Windenhaus der Slipanlage von 1906/1907 (vorn) und Ölhaus von 1905, im Bebauungsplan vorgesehen als Café oder Teehaus

In der südwestlichen Ecke Schönows auf der Grenze zum heutigen Brandenburger Landkreis Potsdam-Mittelmark liegt die ehemalige Teltow-Werft, zu der ein Bauhafen und eine „Elektrische Centrale“, das spätere Kraftwerk Schönow, gehörten. Die Werft ging 1924 aus dem 1906 zur Unterhaltung des Teltowkanals errichteten Bauhof hervor. Der Bauhof und das Elektrizitätswerk dienten ursprünglich vor allem der Wartung und Stromversorgung des Treidelbetriebs. Der Bauhof gehörte zum Brandenburger Landkreis Teltow und blieb auch nach der Eingemeindung Zehlendorfs nach Groß-Berlin im Jahr 1920, obwohl nun auf Berliner Gebiet gelegen, im Eigentum des Brandenburger Kreises. Die Werft leistete technische Pionierarbeit im elektrischen Lichtbogenschweißen, das sie innovativ im Schiffbau anwendete. 1927 lief hier mit der Zehlendorf das erste rundum verschweißte Fahrgastschiff in Deutschland vom Stapel.
Im Jahr 1962 stellte die Werft ihre Tätigkeit ein. Das Werftgelände ist inzwischen im Besitz der 2007 neugegründeten B Plus Planungs-AG, einer hundertprozentigen Tochtergesellschaft der BEHALA, während das Kraftwerk der Teltower Kreiswerke GmbH gehört, an der verschiedene Brandenburger Gebietskörperschaften beteiligt sind. Das Ensemble des Bauhafens und zahlreiche Gebäude stehen unter Denkmalschutz. In letzter Zeit teilgewerblich und als Lager genutzt, soll auf dem Gelände laut Bebauungsplan aus dem Jahr 2009 ein Wohngebiet unter dem Konzept des generationenübergreifenden Wohnens entstehen, das die geschützten Werftgebäude als Kanalbau-Zeugnisse von besonderer geschichtlicher Bedeutung integriert. Die städtebauliche Neuordnung sieht vor, den Lokschuppen mit einer Grundfläche von rund 1350 m² zum Zentrum des neuen Wohngebiets umzunutzen und ähnlich einer Markthalle offen zu gestalten.